# Phenylester
Phenylester sind chemische Verbindungen, die zur Gruppe der Carbonsäureester gehören. Sie entstehen durch Veresterung einer Carbonsäure mit Phenol (PhOH). Sie weisen die charakteristische funktionelle Estergruppe auf. Im weiteren Sinne zählen zu den Phenylestern auch Kohlensäureester und Ester, die sich von Sulfonsäuren und Phenol ableiten. Analog können sich auch aus Salpetersäure, Sulfinsäuren, Phosphonsäuren oder Phosphinsäuren einerseits und Phenol andererseits Phenylester im weiteren Sinne bilden.

## Herstellung
Phenylester entstehen z. B. aus einer Carbonsäure und Phenol unter säurekatalysierter Wasserabspaltung.  Aus Carbonsäurechloriden und Phenol können nach der Schotten-Baumann-Methode ebenfalls Phenylester erhalten werden. Phenylester lassen sich auch aus Carbonsäureanhydriden und Phenol synthetisieren.

## Reaktionen
Unter Einwirkung einer Lewis-Säure (z. B. Aluminiumchlorid) bei höheren Temperaturen unterliegen Phenylester der Fries-Umlagerung. Dabei bilden sich ortho- und para-Hydroxy-phenylketone: